# Giovanni Antonio Caldora
Giovanni Antonio Caldora (seconda metà XIV secolo – Napoli, 1382) è stato un nobile e condottiero italiano, barone di Pacentro e signore di Castel del Giudice.

## Biografia
Scarse e frammentarie sono le notizie sulla biografia di Giovanni Antonio I Caldora. Nacque nel corso della seconda metà del XIV secolo come figlio primogenito di Raimondaccio Caldora e Luisa d'Anversa. Venne sin da giovane avviato alla carriera militare, parteggiando per il Regno di Napoli.
Nell'aprile del 1367, insieme al padre, schierati nella coalizione pontificia-napoletana capitanata da Gomez Garcia e Giovanni Malatacca, affrontò in una non bene identificata Sacco del Tronto, situata lungo l'omonimo fiume, il condottiero Ambrogio Visconti ed il suo esercito, il quale stava compiendo gravissimi danni in Abruzzo per poi volgere alla conquista del Regno di Napoli. La battaglia fu una delle più cruente del secolo. Dell'esercito nemico solo 2 700 soldati riuscirono a sfuggire alla cattura e alla morte, altri 600 vennero condotti prigionieri a Roma e di costoro ne sopravvisse in carcere la metà, mentre l'altra metà fu giustiziata, e quelli che sopravvissero tentarono un'evasione collettiva che si concluse con la loro morte per strangolamento o decapitazione. Il Visconti, ferito, fu catturato e trascinato a forza fino al Castel dell'Ovo di Napoli per essere imprigionato. La regina Giovanna I d'Angiò, pienamente soddisfatta, ringraziò pubblicamente i cavalieri che avevano preso parte alla vittoriosa battaglia, tra cui quelli delle famiglie Caldora, Di Sangro, Mareri e Montagano, che ricompensò concedendo loro vari feudi.
Nel 1382 suo padre si schierò con Luigi I d'Angiò-Valois contro il re Carlo III d'Angiò-Durazzo. Quest'ultimo, per punirlo, oltre a sottrargli i feudi, fece imprigionare a Napoli e decapitare suo figlio Giovanni Antonio e il fratello Giovanni.

## Ascendenza
|                          |                  |                                 | Genitori             |  |  | Nonni |  |  | Bisnonni         |  |  | Trisnonni              |  |
|                          |                  |                                 |                      |  |  |       |  |  | Giovanni Caldora |  |  | "Raimondaccio" Caldora |  |
|                          |                  |                                 |                      |  |  |       |  |  | Giovanni Caldora |  |  | "Raimondaccio" Caldora |  |
|                          |                  | Francesca di Licinardo          |                      |  |  |       |  |  | Giovanni Caldora |  |  |                        |  |
| Raimondo Caldora         |                  |                                 |                      |  |  |       |  |  | Giovanni Caldora |  |  |                        |  |
|                          |                  | Biancarosa de' Canalibus        | ?                    |  |  |       |  |  |                  |  |  |                        |  |
|                          |                  | Biancarosa de' Canalibus        | ?                    |  |  |       |  |  |                  |  |  |                        |  |
|                          |                  | Biancarosa de' Canalibus        | ?                    |  |  |       |  |  |                  |  |  |                        |  |
| "Raimondaccio" Caldora   |                  | Biancarosa de' Canalibus        |                      |  |  |       |  |  |                  |  |  |                        |  |
|                          |                  | Roberto Ponziaco                | Guglielmo Ponziaco   |  |  |       |  |  |                  |  |  |                        |  |
|                          |                  | Roberto Ponziaco                | Guglielmo Ponziaco   |  |  |       |  |  |                  |  |  |                        |  |
|                          |                  | Roberto Ponziaco                | Luisa Bonelli        |  |  |       |  |  |                  |  |  |                        |  |
| Giovanna Ponziaco        |                  | Roberto Ponziaco                |                      |  |  |       |  |  |                  |  |  |                        |  |
|                          |                  | Maria di Morier                 | ?                    |  |  |       |  |  |                  |  |  |                        |  |
|                          |                  | Maria di Morier                 | ?                    |  |  |       |  |  |                  |  |  |                        |  |
|                          |                  | Maria di Morier                 | ?                    |  |  |       |  |  |                  |  |  |                        |  |
| Giovanni Antonio Caldora |                  | Maria di Morier                 |                      |  |  |       |  |  |                  |  |  |                        |  |
|                          | Matteo d'Anversa | Rinaldo d'Anversa               |                      |  |  |       |  |  |                  |  |  |                        |  |
|                          | Matteo d'Anversa | Rinaldo d'Anversa               |                      |  |  |       |  |  |                  |  |  |                        |  |
|                          | Matteo d'Anversa | Stefania d'Anversa              |                      |  |  |       |  |  |                  |  |  |                        |  |
| Giovanni d'Anversa       | Matteo d'Anversa |                                 |                      |  |  |       |  |  |                  |  |  |                        |  |
|                          |                  | Candola/Condinella di Barbarano | ?                    |  |  |       |  |  |                  |  |  |                        |  |
|                          |                  | Candola/Condinella di Barbarano | ?                    |  |  |       |  |  |                  |  |  |                        |  |
|                          |                  | Candola/Condinella di Barbarano | ?                    |  |  |       |  |  |                  |  |  |                        |  |
| Luisa d'Anversa          |                  | Candola/Condinella di Barbarano |                      |  |  |       |  |  |                  |  |  |                        |  |
|                          |                  | Berardo di Sangro               | Oderisio di Sangro   |  |  |       |  |  |                  |  |  |                        |  |
|                          |                  | Berardo di Sangro               | Oderisio di Sangro   |  |  |       |  |  |                  |  |  |                        |  |
|                          |                  | Berardo di Sangro               | Giacoma di Corricolo |  |  |       |  |  |                  |  |  |                        |  |
| Isabella di Sangro       |                  | Berardo di Sangro               |                      |  |  |       |  |  |                  |  |  |                        |  |
|                          |                  | Isoarda di Corbano              | ?                    |  |  |       |  |  |                  |  |  |                        |  |
|                          |                  | Isoarda di Corbano              | ?                    |  |  |       |  |  |                  |  |  |                        |  |
|                          |                  | Isoarda di Corbano              | ?                    |  |  |       |  |  |                  |  |  |                        |  |
|                          |                  | Isoarda di Corbano              |                      |  |  |       |  |  |                  |  |  |                        |  |

## Discendenza
Giovanni Antonio Caldora si sposò nel 1367 con Rita Cantelmo, da cui ebbe:
- Jacopo, figlio primogenito, condottiero, capitano di ventura, gran connestabile del Regno di Napoli e duca di Bari, sposatosi prima nel 1399 con Medea d'Evoli e poi nel 1439 con Jacovella da Celano;
- Restaino, condottiero, morto nel 1412 in giovane età senza essersi sposato ed aver avuto figli;
- Raimondo, condottiero, luogotenente, consigliere reale, gran camerlengo del Regno di Napoli e barone, il quale sposò Giulia Acquaviva;
- una figlia, di cui non se ne conosce l'identità, andata in sposa a Rinaldo/Riccardo Accrocciamuro.